# EinDollarBrille

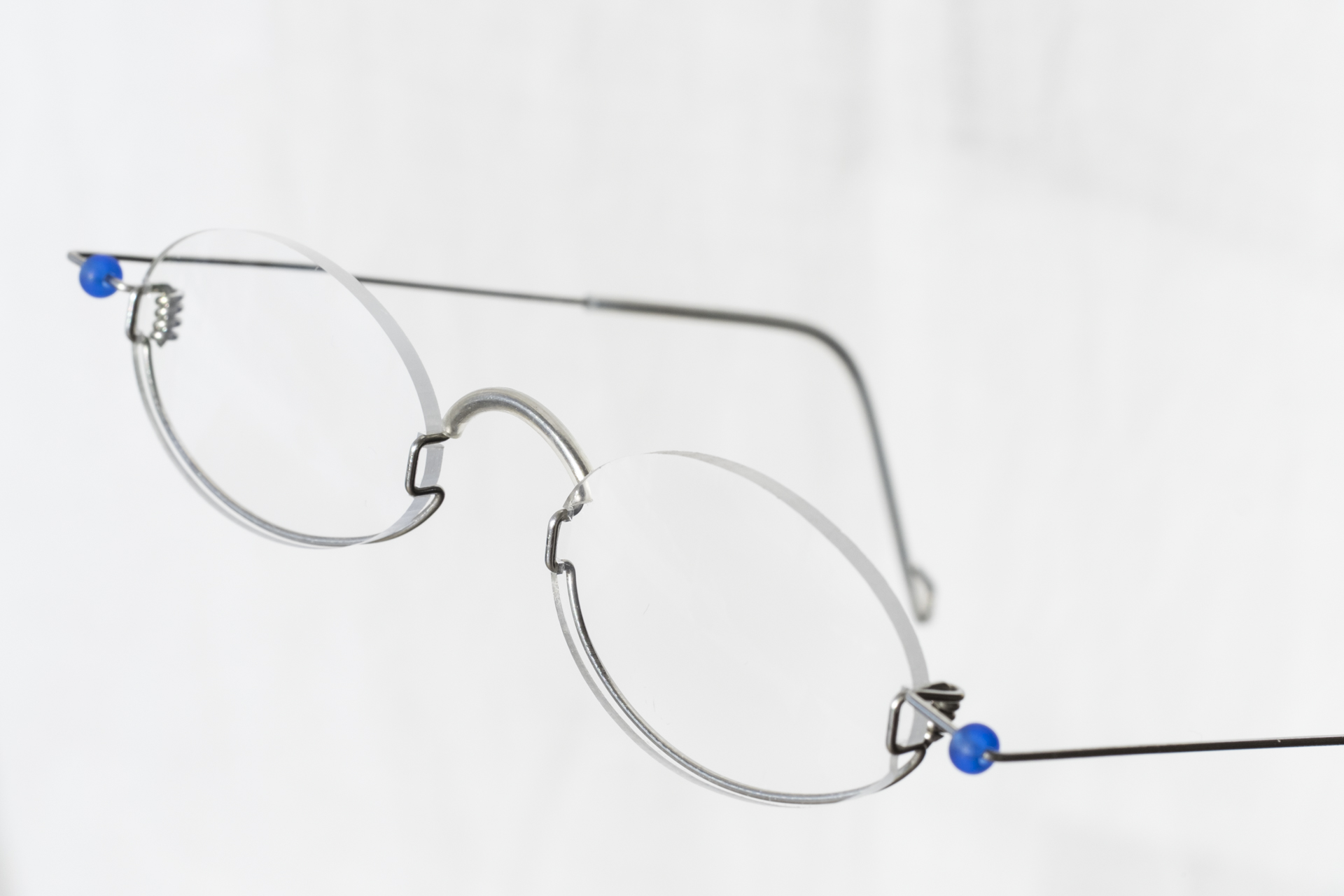
Die EinDollarBrille

Die EinDollarBrille (international bekannt als GoodVision Glasses) ist eine von dem deutschen ehemaligen Lehrer Martin Aufmuth für die Bevölkerung der ärmsten Länder der Welt konstruierte Brille, die vor Ort von Einheimischen hergestellt wird. Die Bezeichnung EinDollarBrille bezieht sich auf die Kosten für das Material einer Brille, nicht auf den Verkaufspreis der Brille, der wenige US-Dollar beträgt.
Bisher wurden weltweit über 600.000 Menschen mit einer EinDollarBrille versorgt. Das Ziel des von Martin Aufmuth gegründeten gemeinnützigen EinDollarBrille e.V. ist der Aufbau einer augenoptischen Grundversorgung in Entwicklungsländern. Einer Studie der Weltgesundheitsorganisation von 2019 zufolge leiden insgesamt rund 950 Millionen Menschen weltweit unter einer nicht behobenen Fehlsichtigkeit.

## Geschichte
Der Mathematik- und Physiklehrer Martin Aufmuth begann 2010 mit der Entwicklung der EinDollarBrille und der zu ihrer Herstellung erforderlichen Werkzeuge. Am 29. April 2010 meldete er auf die Brille die Gebrauchsmuster DE202010006431U1 und DE202010006432U1 an.
Im Juni 2012 gründete er den Verein EinDollarBrille e.V. in Erlangen. Seit 2014 ist er nicht mehr als Lehrer tätig, um sich ganz seiner Idee widmen zu können. Im Januar 2015 stellte Aufmuth die Brille und sein Konzept im Hauptquartier der UNESCO in Paris im Rahmen der Eröffnungsveranstaltung des von den Vereinten Nationen ausgerufenen Internationalen Jahrs des Lichts vor.

## Die Brille
Die Brille besteht aus Federstahl, Kunststoffgläsern sowie Schrumpfschlauch. Die fertig vorgeschliffenen Gläser sind in Stärken von −10,0 bis +8,0 Dioptrien verfügbar und können mit einem Handgriff in den Federstahlrahmen eingeklickt werden. Das Material für eine Brille kostet etwa einen US-Dollar.

## Herstellung

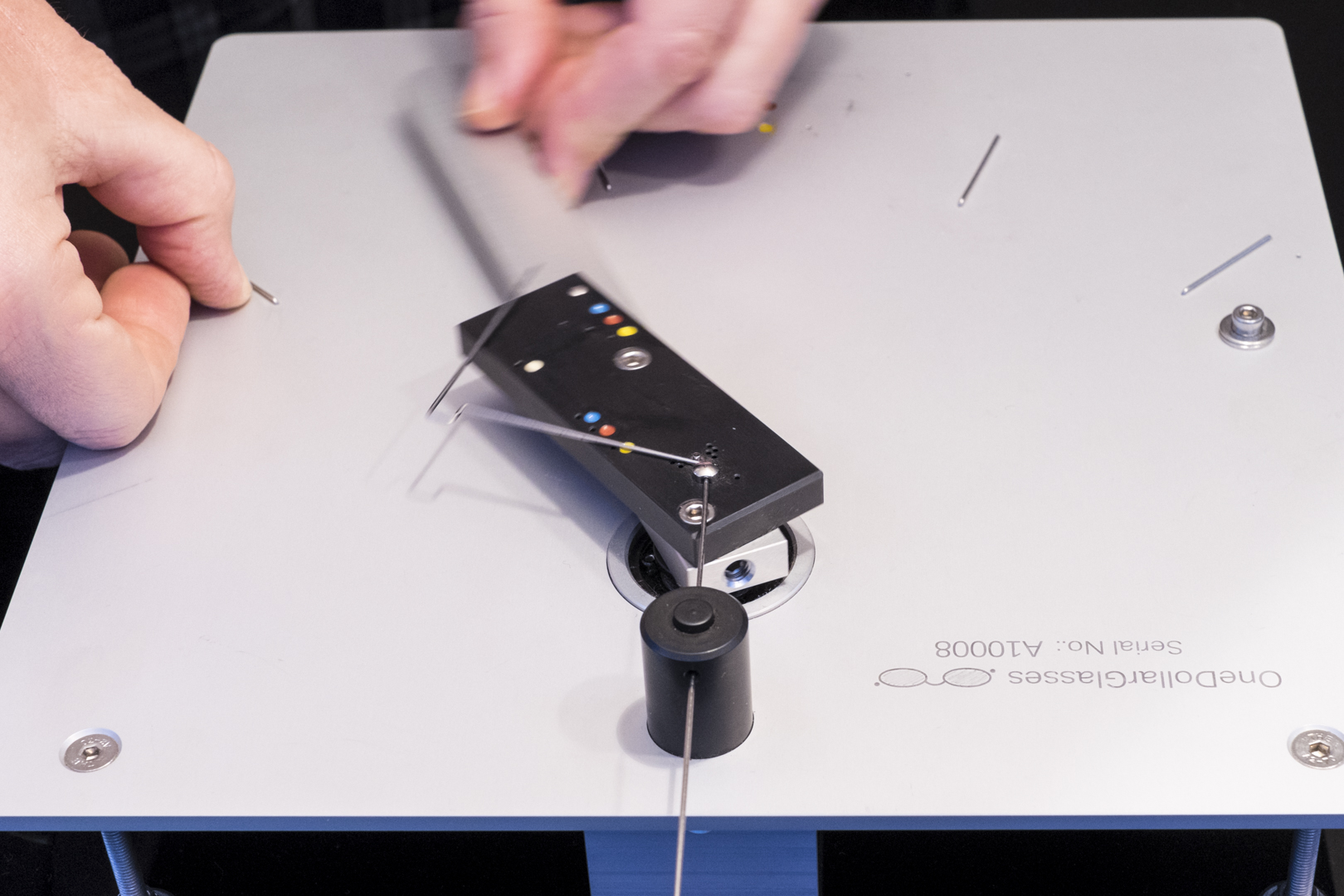
Biegemaschine für die Herstellung der EinDollarBrille. Die farbigen Punkte ermöglichen die Einstellung der Brillengröße passend zum Augenabstand des Kunden.

Der EinDollarBrille e.V. bildet lokale Fachkräfte aus. Diese können Sehtests durchführen und die Brille anpassen, die auf einer einfachen Handbiegemaschine hergestellt wurde, wodurch im jeweiligen Land zusätzliche Arbeitsplätze geschaffen werden. Mit der Maschine können Brillen für drei unterschiedliche Pupillendistanzen hergestellt werden. Ausbildungskosten und Maschinen werden aus Spendenmitteln finanziert.

## Vertrieb
Die Menschen werden in der Regel von mobilen Teams versorgt. Der Verkaufspreis für eine Brille liegt für das Standardmodell mit elliptischen Gläsern in etwa beim Zwei- bis Dreifachen eines ortsüblichen Tageslohns. Der Verkaufserlös trägt neben Spendenmitteln dazu bei, die Kosten für Material, Löhne der Mitarbeiter und Fahrtkosten zu decken. Die EinDollarBrille wird derzeit in folgenden Projektländern verkauft: Bolivien, Brasilien, Burkina Faso, Indien, Kenia, Liberia, Malawi, Peru, Paraguay, Nepal und Kolumbien.

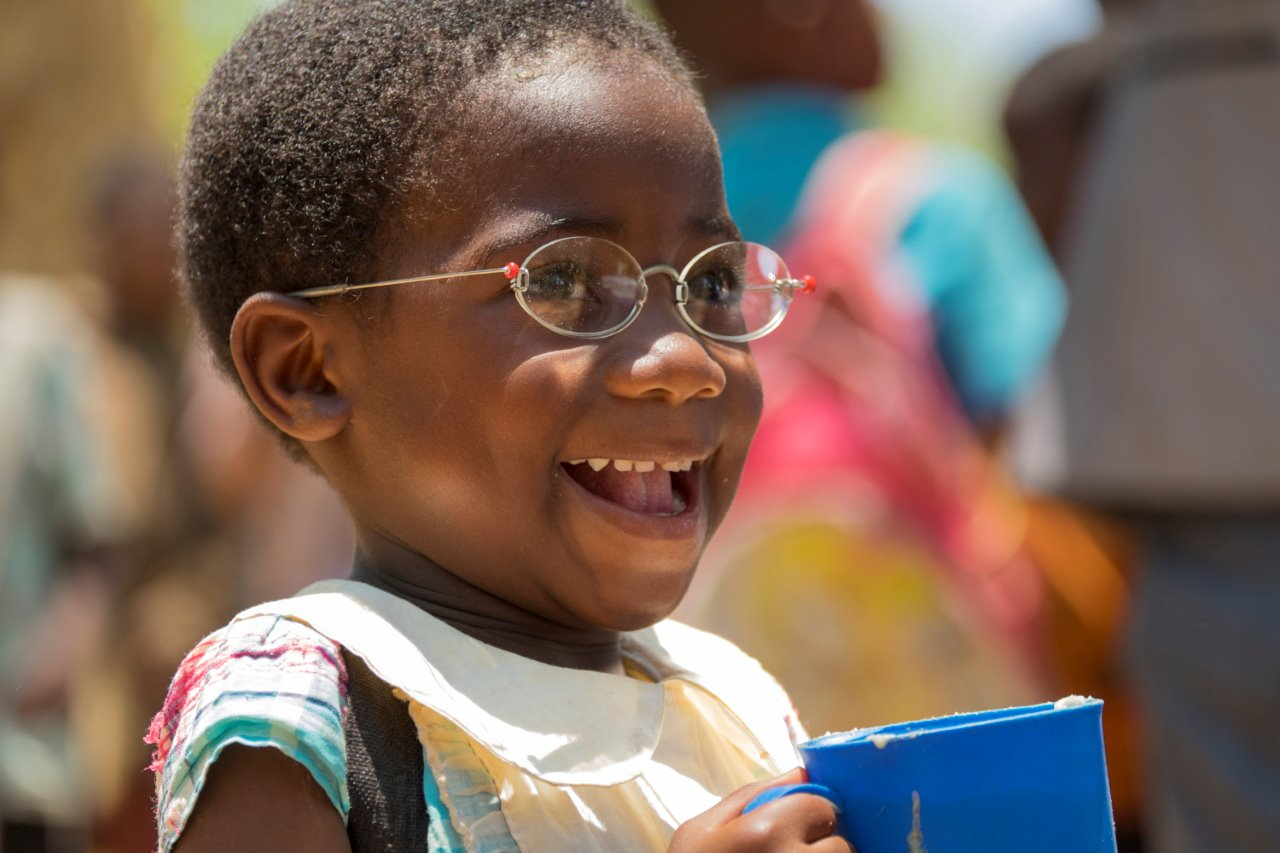
Kind in Malawi mit EinDollarBrille
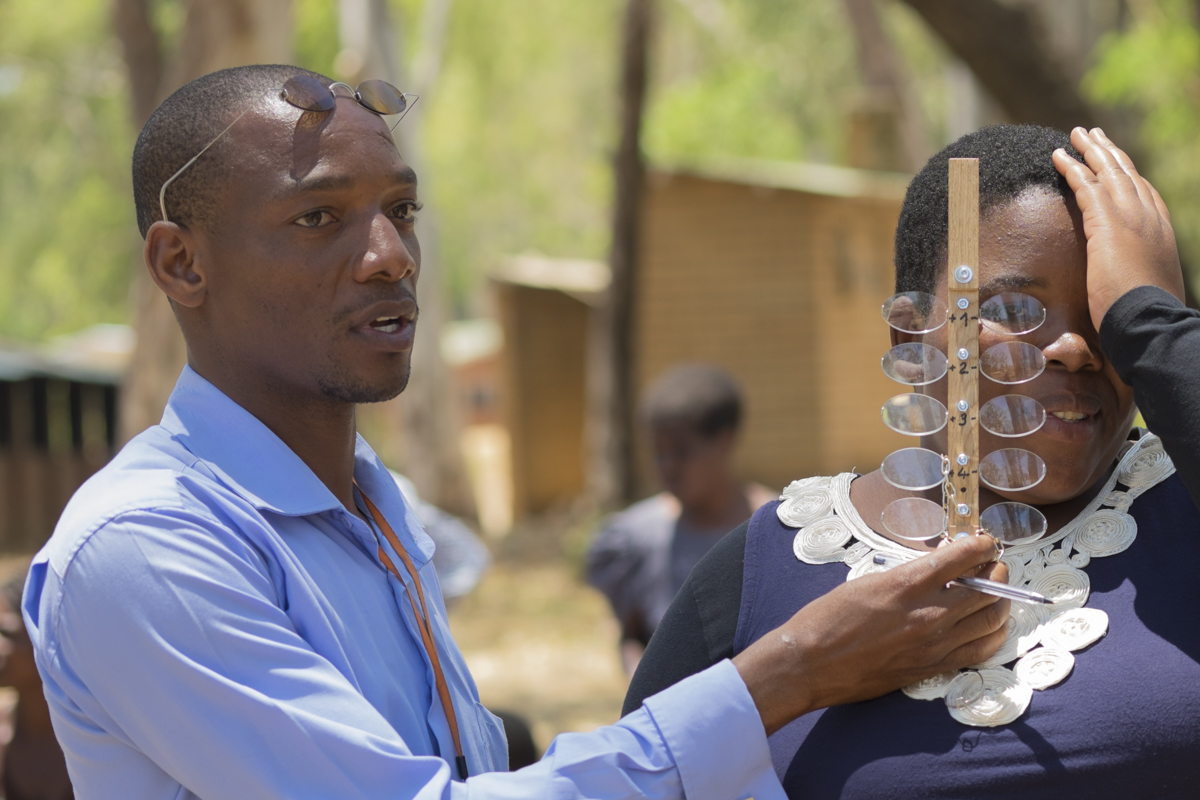
Bestimmung der richtigen Gläserstärke
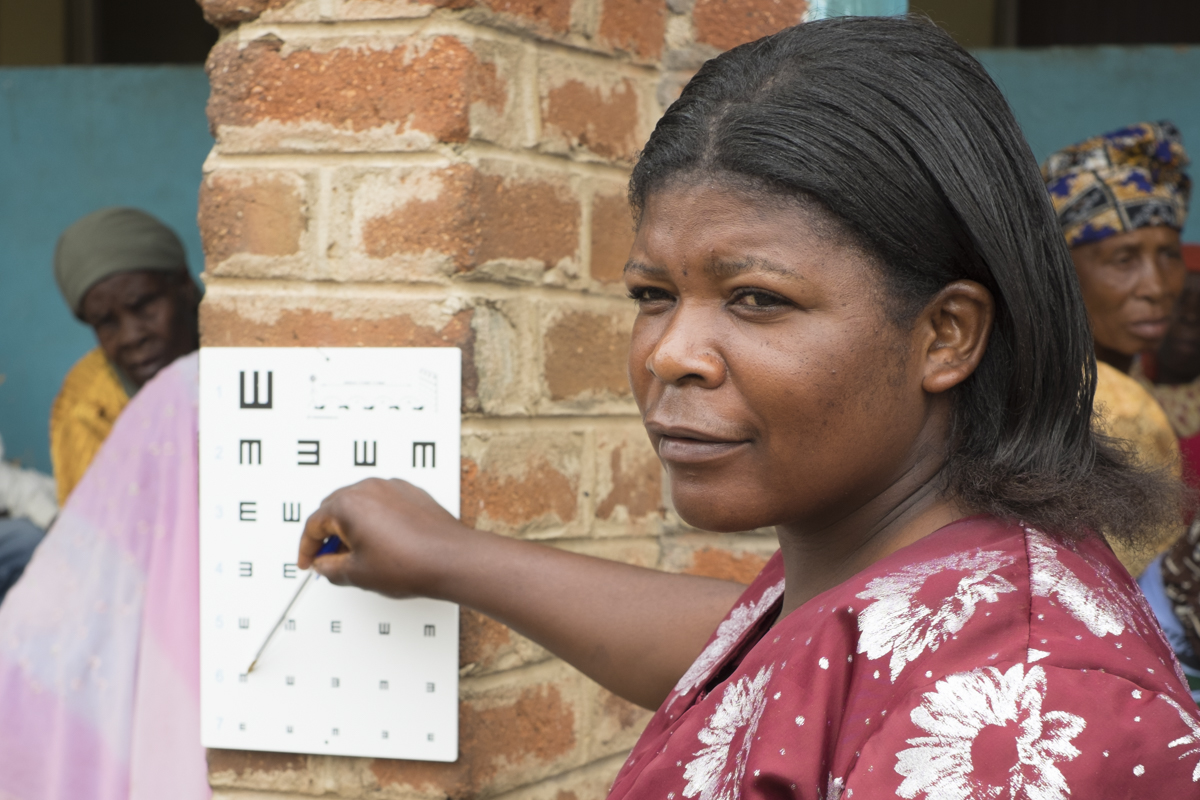
Sehprobentafel mit Snellen-Haken

## Auszeichnungen
Martin Aufmuth und sein Konzept der EinDollarBrille wurden inzwischen vielfach ausgezeichnet:
- 2017: Next Economy Award, Verleihung durch die Stiftung Deutscher Nachhaltigkeitspreis in Zusammenarbeit mit dem Bundesministerium für Wirtschaft und Energie, dem Rat für Nachhaltige Entwicklung und dem DIHK
- 2017: Bayerische Staatsmedaille für soziale Verdienste
- 2016: Robert E. Hopkins Leadership Award der Optical Society
- 2016: Erster Preis beim Wettbewerb „Gutes Beispiel“ des Radiosenders Bayern 2[10]
- 2015: Tech Award, Verleihung in San José (Kalifornien)
- 2015: Sonderpreis des Erlanger Medizinpreises
- 2014: Ehrenpreis des Health Media Award
- 2013: empowering people. Award der Siemens Stiftung